# Henry Hugh Peter Deasy
Pour les articles homonymes, voir Deasy.
Henry Hugh Peter Deasy, né le 29 juin 1866 à Dublin et mort le 24 janvier 1947 à Carrigahorig (en), est un officier de l'armée irlandais, explorateur et écrivain irlandais. 
Il est le fondateur de la marque automobile Deasy Motor Car Company qui deviendra la Siddeley-Deasy. 

## Biographie
Né à Dublin, il est l'unique fils qui survit de Rickard Deasy (en), juge à la Cour d'appel d'Irlande, et de Monica O'Connor.
Il sert comme officier de l'armée britannique principalement en Inde, entre 1888 et 1897, date de sa retraite.

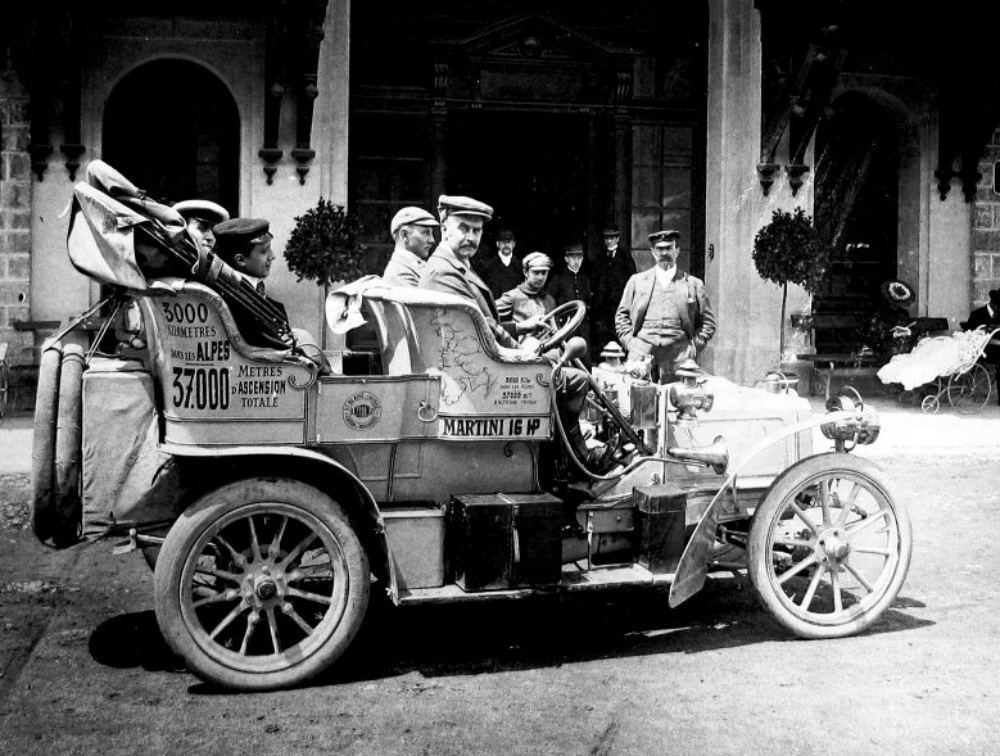
Le capitaine H.H.P. Deasy sur la 16HP Double Phaëton en 1904.

Après son service militaire, il devient l'un des premiers occidentaux à écrire un récit détaillé sur le Tibet, récit couvrant ses voyages entre 1897 et 1899. Par conséquent, il remporte la médaille d'or de la Royal Geographical Society en 1900 pour avoir arpenté près de 100 000 km2 dans l'Himalaya. Il a également fourni des photographies pour un livre de Percy W. Church.
En 1903, il contribue à promouvoir la société Rochet-Schneider en conduisant une voiture de Londres à Moscou sans escale. Il a également conduit une Martini sur un chemin de fer de montagne près de Montreux, en Suisse. À cette époque, HHP Deasy and Co. est créée pour importer des voitures Rochet-Schneider et Martini au Royaume-Uni. En 1906, The Deasy Motor Car Manufacturing Co. est fondée et reprend l'usine anciennement utilisée par Iden Car Co. à Parkside, Coventry. Le 9 mars 1908, Deasy démissionne, après une dispute avec le concepteur de la voiture, Edmund W. Lewis.
En 1913, comme membre du conseil de la Roads Improvement Association, il élabore un schéma pour un type standard de poteau de direction et de plaque à adopter par les autorités routières.
Il épouse Dolores Hickie, fille du colonel James Hickie et de sa femme Lucilla Larios y Tashara, et sœur de William Hickie (en). Ils auront trois enfants, dont le militant agricole Rickard Deasy.

## Publication
- In Tibet and Chinese Turkestan : Being the record of three years' exploration, Londres, T. Fisher Unwin, 1901 (lire en ligne)